# NGC 6396
NGC 6396 ist ein offener Sternhaufen (Typdefinition „II3p“) im Sternbild Skorpion. Er wurde am 7. Juni 1837 von John Herschel mit einem 18-Zoll-Spiegelteleskop entdeckt, der dabei „Cluster VIII; small; 5′; place of chief double star“ notierte.